# Steeldrum
Een steeldrum (stalen trommel) is een muziekinstrument dat wordt gerekend tot de idiofonen. Hij wordt meestal in groepsverband bespeeld, in een steelband.
Oorspronkelijke steeldrums werden gemaakt uit de afgezaagde einden van olievaten. Een hedendaags gestandaardiseerd olievat is een kleine zestig centimeter in doorsnee.
De steeldrum is gewoonlijk een chromatisch gestemd slaginstrument, maar er bestaan ook diatonisch gestemde steeldrums.
De Engelse benaming is steel pan of steelpan; de aanduiding steel drum wordt in die taal als incorrect beschouwd.

## Herkomst
Het instrument is in de jaren 1930 voortgekomen uit de onderdrukking van andere muziekvormen in Trinidad en Tobago door de Britse kolonisators, maar sluit aan bij twee oudere tradities die op de eilanden samenkwamen. Aan het eind van de 18e eeuw stichtten Fransen plantages op de eilanden waarvoor ze slaven uit Afrika inzetten. Wanneer de Fransen carnaval vierden, werd op de plantages gedrumd, in navolging van Afrikaanse tradities. Na de afschaffing van de slavernij in 1834 werden de festivals uitbundiger, maar in 1881 werden de trommels en trommelstokken verboden na ongeregeldheden. In plaats daarvan bedachten de muzikanten de tamboo bamboo, waarbij met kleine bamboestokjes gespeeld werd op dikke, soms meterslange bamboestammen. Toen die in 1934 ook verboden werden, greep men naar olievaten, waar experimenterend deuken in geslagen werden voor de toonvorming.

## Afleiding
De hang is een Zwitsers instrument dat in de eerste jaren van de 21e eeuw ontwikkeld is, mede geïnspireerd door de steeldrum.

## Foto's

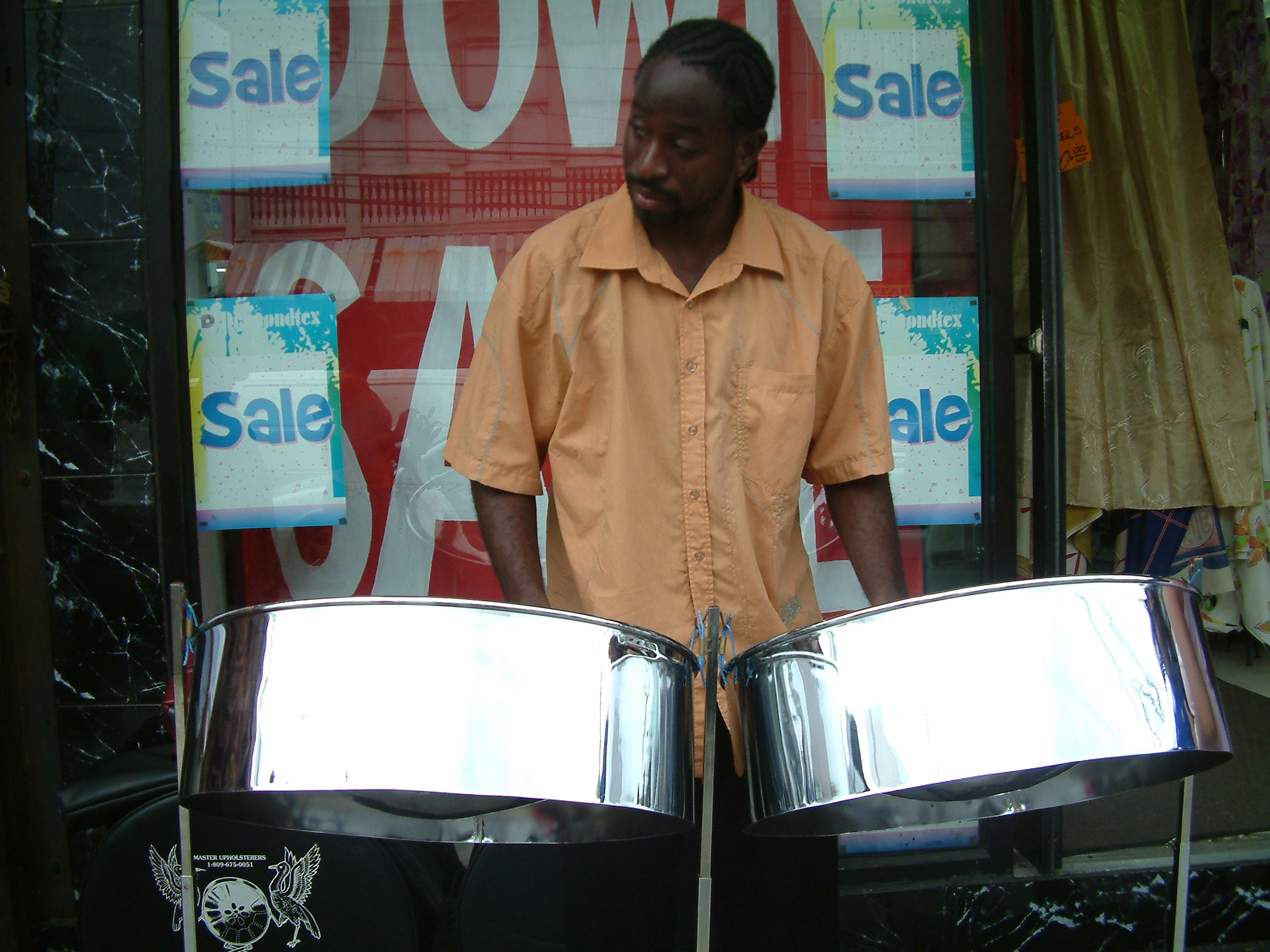
Steeldrumbespeler
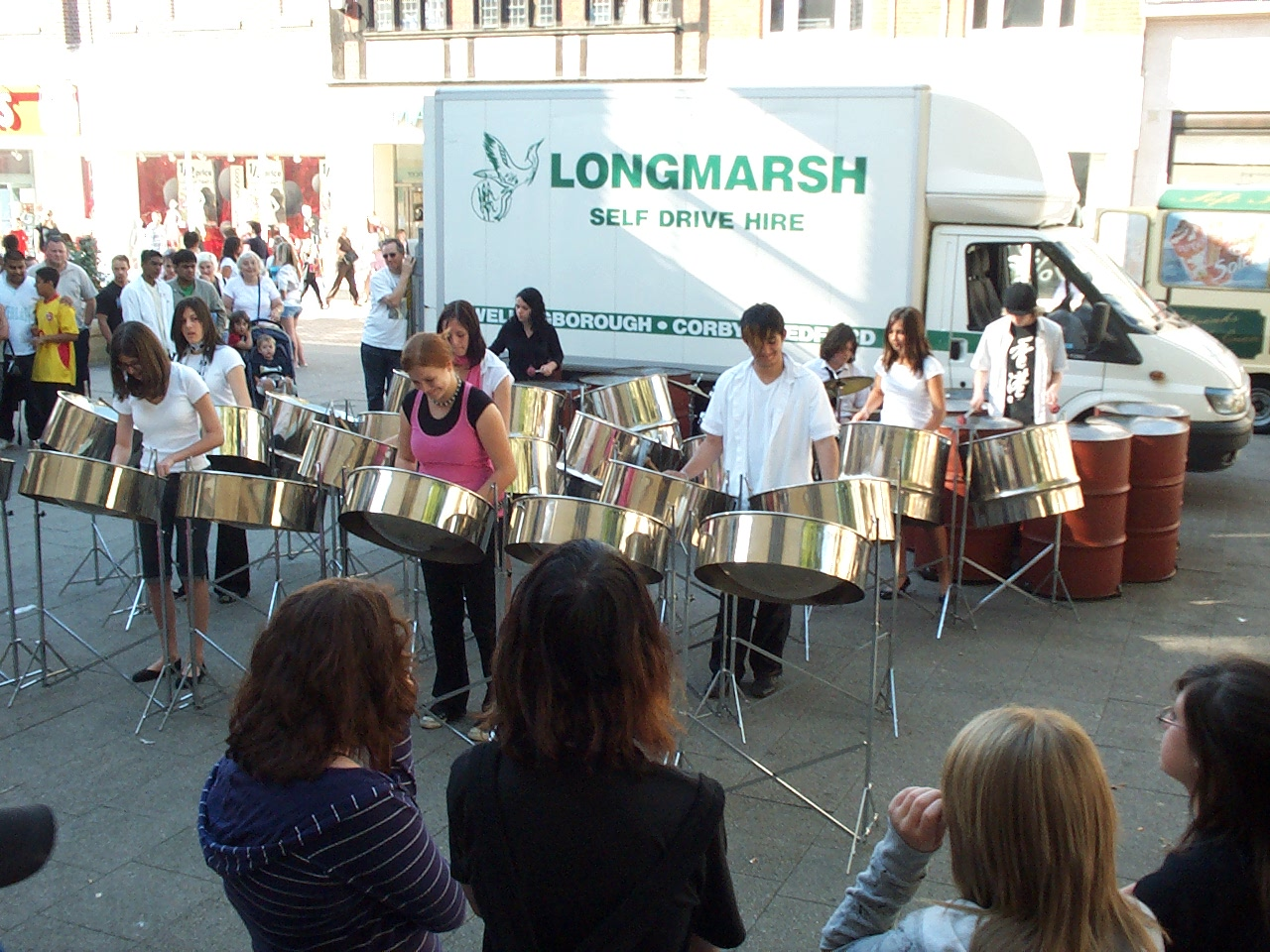
Steelband